# Drużbiccy herbu Nałęcz
Drużbiccy herbu Nałęcz – polski ród szlachecki wywodzący się z Drużbic w ziemi piotrkowskiej.

## Historia
Na przełomie XIV i XV wieku Stanisław z Drużbic był sędzią ziemskim sieradzkim. W 1411 dowiódł w Sieradzu szlachectwa i herbu Nałęcz. Jego syn Piotr studiował w latach dwudziestych XV wieku na uniwersytecie w Krakowie, a w 1432 był notariuszem publicznym. Także drugi syn Jan był w 1433 notariuszem publicznym, a w 1437 prokuratorem spraw konsystorza krakowskiego.
W latach osiemdziesiątych XV wieku studiował w Krakowie Jan, syn Wincentego. W XVI wieku Drużbice należały do Stanisława i Doroty Drużbickich.
W 1587 Piotr Drużbicki zabezpieczył na połowie Drużbic posag swojej przyszłej żony Elżbiety z Boboleckich, wdowy po Stanisławie Kłodzińskim.
Najsłynniejszym przedstawicielem rodu był Kasper Drużbicki, jezuita i asceta. Był on synem Piotra Drużbickiego i Elżbiety z Obiezierskich.
Na początku XVII wieku żył też Wojciech syn Macieja, a w XVIII wieku Franciszek, vicesregent grodzki żytomierski.